# Vista Alegre do Prata
Vista Alegre do Prata is een gemeente in de Braziliaanse deelstaat Rio Grande do Sul. De gemeente telt 1.505 inwoners (schatting 2009).